# Polyura marginepunctatus
Polyura marginepunctatus är en fjärilsart som beskrevs av Percy I. Lathy 1926. Polyura marginepunctatus ingår i släktet Polyura och familjen praktfjärilar. Inga underarter finns listade i Catalogue of Life.